# Dodecilsulfato sódico
El dodecilsulfato sódico (SDS o NaDS) (C12H25NaO4S), también conocido como laurilsulfato sódico (SLS)[cita requerida], es un compuesto tensioactivo aniónico, empleado en diversos productos de higiene personal, como pasta de dientes, champú y jabones de baño. La molécula posee una cola de 12 átomos de carbono, adosada a un grupo sulfato, dotando a la molécula de las propiedades anfifílicas requeridas para todo detergente.
El SDS se prepara por sulfonación de dodecanol (C12H25OH) seguida de neutralización con carbonato sódico. Se emplea en cosméticos caseros e industriales.
Como todos los detergentes tensoactivos, incluidos los jabones, el SDS retira aceites y grasas de la piel, y causa irritación en piel y ojos.
El SDS es probablemente el compuesto aniónico tensoactivo más investigado hasta el momento.

## Aplicaciones bioquímicas

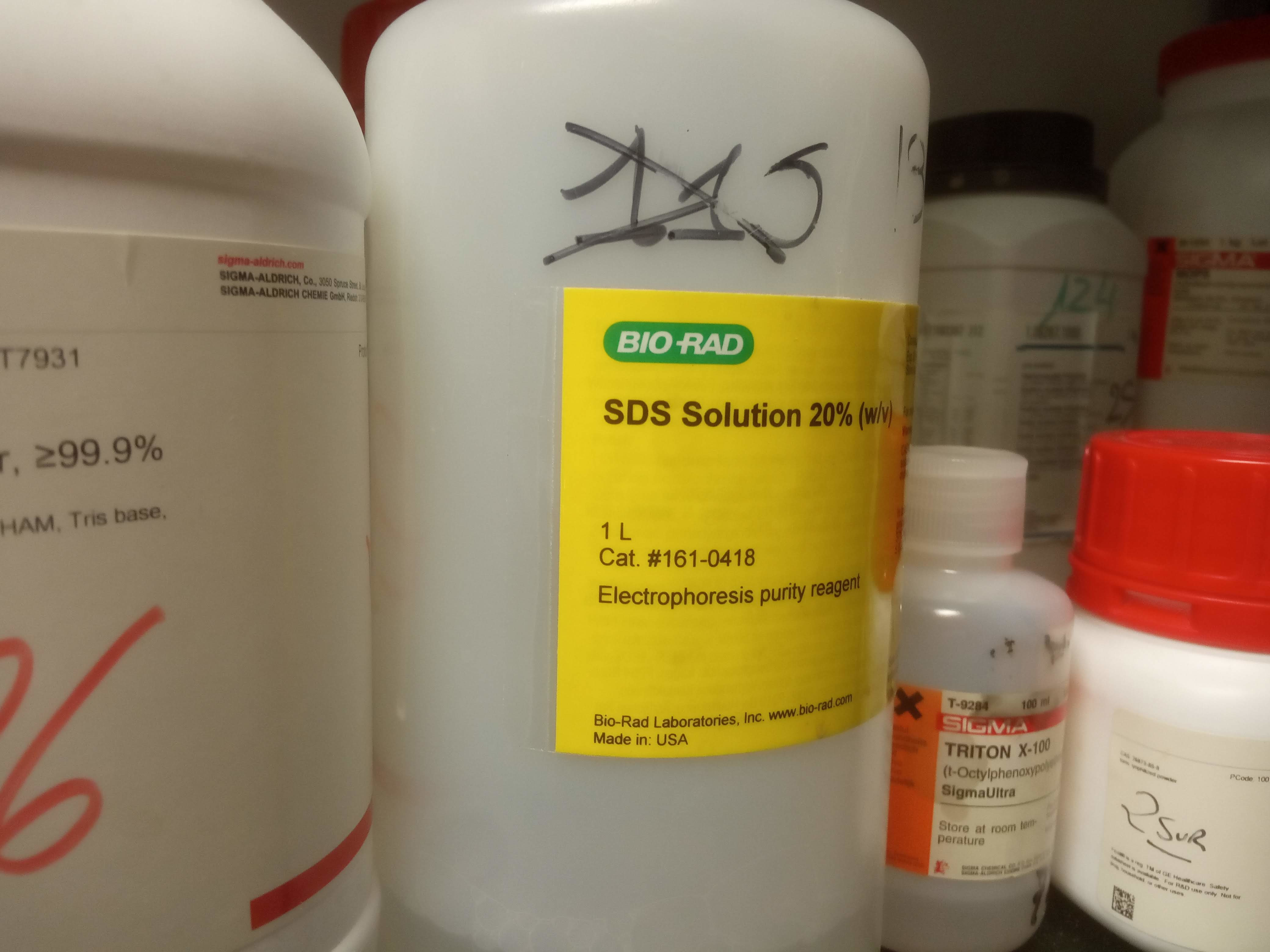
Botella con SDS diluido al 20% en un laboratorio de bioquímica.

En los laboratorios, el SDS se emplea comúnmente en la preparación de proteínas para electroforesis en gel de poliacrilamida (SDS-PAGE). El SDS actúa rompiendo enlaces no covalentes en las proteínas, desnaturalizándolas, provocando que estas moléculas proteicas pierdan su conformación nativa. Esto ocurre porque el SDS se une a las zonas apolares del polipéptido. Además, la cantidad de SDS unido es similar para muchas proteínas: una molécula de SDS por cada dos residuos aminoácidos, correspondiendo a unos 1,4 g SDS/g proteína. Ello proporciona al polipéptido una carga negativa que resulta proporcional a la longitud de la cadena (el número de aminoácidos) y, por tanto, a la masa molecular de la proteína. Este aporte de carga negativa es sustancialmente mayor que la carga original de la proteína. La repulsión electrostática creada por la unión del SDS a la proteína es una de las causas de que la proteína pierda su conformación nativa, eliminándose de este modo las diferencias en conformación de las diferentes proteínas que han de ser separadas en el gel.
Aunque el SDS se conocía también como SLS, existe una importante diferencia entre ambos. El SDS tiene cadena ramificada, de ahí su desuso actual en detergentes dado que la degradación de cadenas lineales es mucho más efectiva. De hecho, el cambio del SDS por el SLS ha contribuido eficazmente (aunque no ha puesto fin) al problema medioambiental que provocan los detergentes.

## Cuestiones de seguridad al trabajar con SDS
Diversas publicaciones han descrito ciertas precauciones que deben tomarse al trabajar con SDS. Entre ellas se incluyen:
- El SDS causa problemas en la piel (para los que el término no específico es dermatitis), resultando unas personas más afectadas que otras.[4][5][6]
- Aunque el SLES es ligeramente menos irritante que el SDS, el hígado es incapaz de metabolizar el SLES.
- El SDS provoca aftas.[7][8]
- El SDS puede ser empleado en lugar del menos irritante SLES en muchos jabones, champús, pastas de dientes y otros productos para el aseo debido a su menor coste.

La American Cancer Society negó que el SDS fuera carcinógeno y apuntó que, aunque indudablemente irritante, la sustancia es peligrosa únicamente a concentraciones más altas de las empleadas en los cosméticos.